# Bjarne Kallis
Johan Bjarne Kallis (ur. 21 marca 1945 w Kokkoli) – fiński polityk, poseł, były przewodniczący Chrześcijańskich Demokratów.

## Życiorys
W 1964 zdał egzamin maturalny. W 1968 ukończył studia z zakresu nauk społecznych. Pracował w spółce kolejowej, następnie od 1969 do 2003 był wykładowcą szkoły handlowej w rodzinnym mieście. Od 1991 do 2011 nieprzerwanie sprawował mandat deputowanego do Eduskunty z okręgu Vaasa. W 2011 zrezygnował z ubiegania się o miejsce w parlamencie na kolejną kadencję.
Od 1991 do 1995 stał na czele frakcji parlamentarnej Fińskiej Ligi Chrześcijańskiej. Następnie do 2004 przewodniczył temu ugrupowaniu, które w 2001 przyjęło nazwę Chrześcijańscy Demokraci. W 2006 kandydował w wyborach prezydenckich, uzyskał w pierwszej turze 2% głosów, popierając następnie Sauliego Niinistö z Partii Koalicji Narodowej. W 2007 ponownie został przewodniczącym klubu poselskiego chadeków. W 2015 kandydował do parlamentu z ramienia Partii Koalicji Narodowej.